# الخطوط الجوية السنغافورية الرحلة 368
الخطوط الجوية السنغافورية الرحلة 368 طائرة بوينغ 777-312ER كانت تحمل علي متنها 222 راكبا و19 من أفراد الطاقم في رحلة طيران من سنغافورة إلي ميلانو في 27 يونيو 2016 وبعد 20 دقيقة من الإقلاع كان الزيت يتسرب من المحرك الأيمن رقم 2 من طراز جنرال إلكتريك جي إي 90 مما أدي إلي انفجار المحرك وقرر الطاقم العودة إلي مطار شانغي سنغافورة وبعد 10 دقائق فجأة أحترق الجناح الأيمن بسبب أنتشار الزيت ولكنه لم ينكسر بفضل متانة الجناح وهبطت علي المدرج صورت الحادثة بخمس فيديوهات وقد تم تصوير الجناح والمحرك بفيديوتي داخل مقصورة ركاب الطائرة وتم تصوير الطائرة في المطار بفيديوتي الأولي بجانب المدرج أظهر هبوط الطائرة وتوقفها والثاني أظهر إخماد الحريق وهروب الركاب وتم تصوير الحادثة بكاميرتي تصوير وتم التقاط صورتين عن الجناح المحترق أثناء وبعد الحريق.
عند هبوط الطائرة في مطار شانغي اشتعلت النيران في محركها، مما تسبب في أضرار جسيمة بجناحها. أخمدت فرقة إطفاء المطار الحريق في غضون 10 دقائق. إخلاء جميع الركاب البالغ عددهم 222 راكباً و19 من أفراد الطاقم لم تقع أي إصابات.